# Palácio Dulber

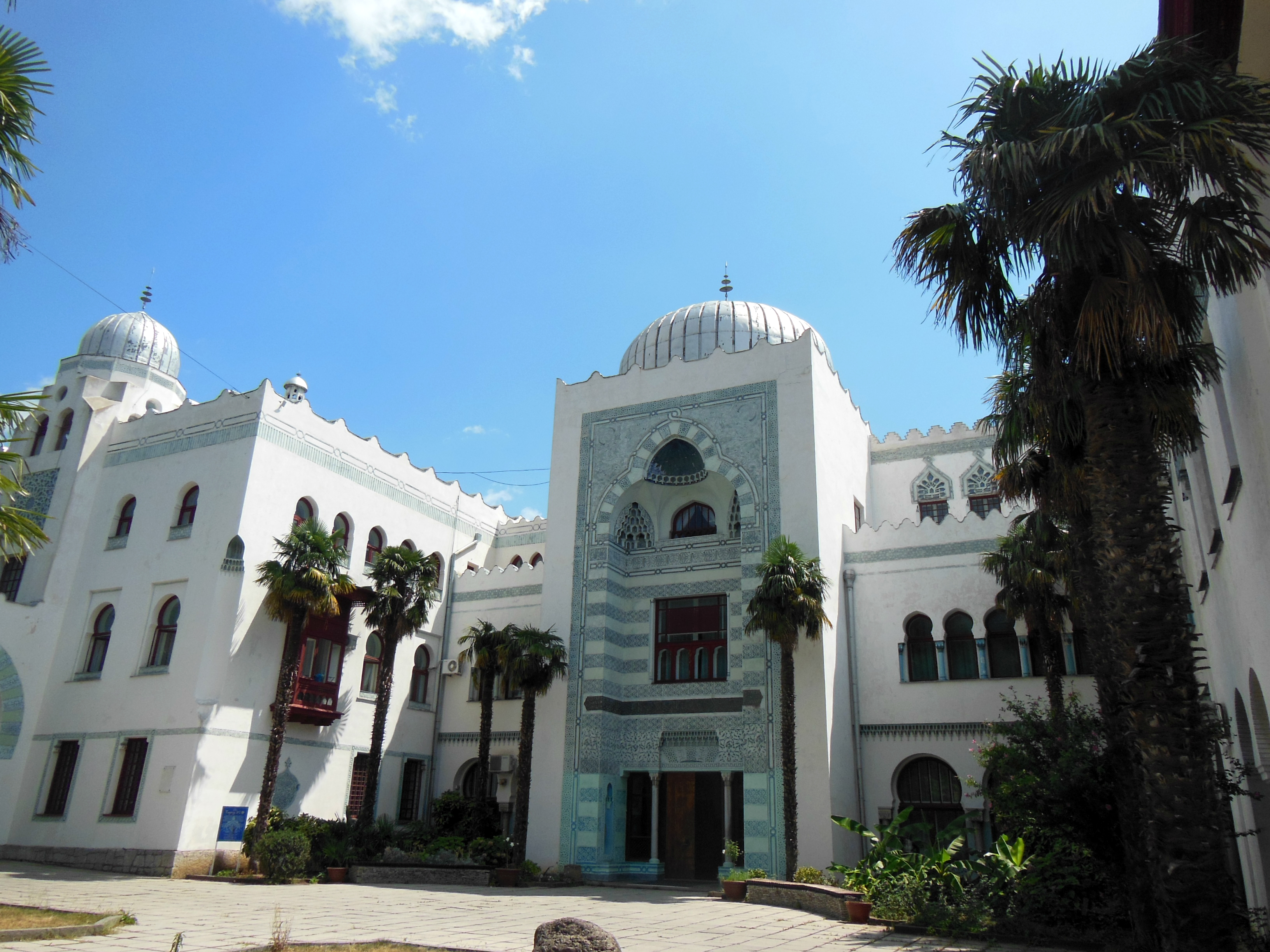
Fachada principal do Palácio Dulber

O Palácio Dulber (em russo:  Дворец Дюльбер, em ucraniano:  Дворец Дюльбер) foi um antigo palácio imperial projetado por Nikolay Krasnov para o grão-duque russo Pedro Nicolaievich da dinastia Romanov.
Localizado em Koreiz, perto de Yalta, na Crimeia, foi construído em estilo mourisco entre 1895 e 1897.

## História
O grão-duque Pedro Nikolaevich da Rússia visitava frequentemente a Crimeia e adorava-a muito. Em 1893, ele comprou 13 acres de terra de Polezhaev para desenvolver sua propriedade. O palácio foi construído de 1895 a 1897.
Após a Revolução de Fevereiro, o Governo Provisório permitiu que parte da dinastia Romanov partisse para a Crimeia, para as suas propriedades. Após o estabelecimento do poder soviético na Crimeia, todos começaram a enfrentar perigo imediato de violência física. O comissário do Conselho de Sebastopol, o marinheiro F.L. Zadorozhny, era responsável pela vida dos Romanov na Crimeia, que deviam reportar e cumprir ordens apenas das autoridades soviéticas centrais. No final do inverno de 1917-1918, em conexão com o início da ofensiva alemã na Ucrânia, o Conselho local de Yalta, no qual eram fortes as posições dos anarquistas que tentavam lidar com os Romanov desde dezembro de 1917, decidiu executar todos os representantes da família imperial.
Não tendo recebido quaisquer ordens da capital da Rússia Soviética, Zadorozhny, não querendo submeter-se à vontade do Conselho de Yalta, decidiu aproveitar as características arquitectónicas do palácio, transformando-o numa verdadeira fortaleza, cuja superfície, foi equipada com metralhadoras; durante esse período, residiam em Dulber: os grão-duques Pedro Nikolaevich, Nicolau Nikolaevich e Alexandre Mikhailovich com suas famílias, bem como a imperatriz viúva Maria Feodorovna. Assim, todos sobreviveram e esperaram pela queda do governo soviético como resultado da entrada alemã na Crimeia. Em abril de 1919, com a derrota iminente das tropas alemãs, emigraram da Rússia a bordo do cruzador britânico HMS Marlborough. 